# 金門麵線
金門麵線是中華民國金門縣的名產之一，引用金門獨特的純淨水質，由手工製成，韌性十足，並經由「風」和「陽光」自然乾燥。

## 特色
金門麵線的質樸與風味─純手工製作，過程中並不加鹽巴，靠天然的陽光和風來自然乾燥，不添加任何防腐劑。

## 延伸閱讀
- 2004.07 洪春柳，〈散文――番薯、蚵仔、麵線〉，《金門文藝》卷1，58-59頁。 （页面存档备份，存于）

## 外部連結
- 金門馬家麵線-百年老店 （页面存档备份，存于）
- 金門麵線 - 台灣大百科全書 Encyclopedia of Taiwan （页面存档备份，存于）
- 金門麵線 金門國家公園管理處全球資訊網